# Mario Hernig
Mario Hernig (Karl-Marx-Stadt, 3 de diciembre de 1958) es un deportista de la RDA que compitió en ciclismo en la modalidad de pista, especialista en las pruebas de persecución.
Ganó tres medallas en el Campeonato Mundial de Ciclismo en Pista, en los años 1982 y 1983.

## Medallero internacional
| Campeonato Mundial | Campeonato Mundial      | Campeonato Mundial | Campeonato Mundial          |
| Año                | Lugar                   | Medalla            | Competición                 |
| ------------------ | ----------------------- | ------------------ | --------------------------- |
| 1982               | Leicester (Reino Unido) | Medalla de bronce  | Persecución individual (A)  |
| 1982               | Leicester (Reino Unido) | Medalla de bronce  | Persecución por equipos (A) |
| 1983               | Zúrich (Suiza)          | Medalla de plata   | Persecución por equipos (A) |